# 卡氏圓口鯔
卡氏圓口鯔為輻鰭魚綱鯔形目鯔科的其中一種，分布於非洲馬達加斯加及葛摩的淡水及半鹹水水域，體長可達20公分，主要棲息在河口區、河川下游，可做為食用魚。

## 擴展閱讀
維基物種上的相關：卡氏圓口鯔